# Зацепилов, Фёдор Петрович
Фёдор Петрович Зацепилов (1924—1987) — младший сержант Рабоче-крестьянской Красной Армии, участник Великой Отечественной войны, Герой Советского Союза (1945).

## Биография
Фёдор Зацепилов родился 28 ноября 1924 года в селе Новая Меловатка (ныне — Калачеевский район Воронежской области). Окончил пять классов школы и школу фабрично-заводского ученичества, после чего работал слесарем-жестянщиком на Воронежском авиационном заводе. В январе 1942 года Зацепилов был призван на службу в Рабоче-крестьянскую Красную Армию. С декабря того же года — на фронтах Великой Отечественной войны. Принимал участие в боях на Брянском, Центральном, Калининском, 1-м и 2-м Прибалтийском, Ленинградском фронтах. Участвовал в Курской битве, освобождении Орловской области, Белорусской и Литовской ССР. К октябрю 1944 года младший сержант Фёдор Зацепилов был пулемётчиком 167-го стрелкового полка 16-й стрелковой дивизии 2-й гвардейской армии 1-го Прибалтийского фронта. Отличился во время освобождения Литовской ССР.
13 октября 1944 года во время отражения немецких контратак в районе деревни Пляйкишкен Шилутского района Зацепилов, пробравшись во фланг противнику, уничтожил около 50 его солдат и офицеров. 14 октября, когда рота Зацепилова попала в окружение противника, который пытался прорваться к шоссе Клайпеда-Тильзит, пулемётным огнём Зацепилов лично уничтожил около 80 немецких солдат и офицеров.
Указом Президиума Верховного Совета СССР от 24 марта 1945 года за «мужество и героизм, проявленные при освобождении Литвы» младший сержант Фёдор Зацепилов был удостоен высокого звания Героя Советского Союза с вручением ордена Ленина и медали «Золотая Звезда» за номером 8924.
В октябре 1945 года Зацепилов был демобилизован. Проживал в городе Калач Воронежской области, работал в артели инвалидов, затем в домоуправлении, местном техникуме механизации сельского хозяйства. Умер 2 апреля 1987 года, похоронен в Калаче.
Был также награждён орденом Отечественной войны 1-й степени, двумя орденами Красной Звезды, рядом медалей.